# Sybistroma clarus
Sybistroma clarus är en tvåvingeart som först beskrevs av Negrobov 1991.  Sybistroma clarus ingår i släktet Sybistroma och familjen styltflugor. Inga underarter finns listade i Catalogue of Life.